# Cosima von Borsody
Cosima von Borsody (* 20. Juli 1966 in Tegernsee) ist eine deutsche Schauspielerin.

## Leben
Cosima von Borsody ist die Tochter von Hans von Borsody und Alwy Becker; ihre Halbschwester ist Suzanne von Borsody. Ihr Großvater Eduard von Borsody war ein österreichischer Regisseur und Drehbuchautor.
Die Schauspielerin begann ihre berufliche Laufbahn zuerst in der Werbegraphik. Nach vierjähriger Ausbildung zur Graphik-Designerin an der Blocherer Schule in München (1985–1989) und Arbeit in Werbeagenturen mit Parallel-Studium zur Marketing-Kommunikationswirtin folgte das Ende dieses ersten Abschnittes ihres Lebens im September 1991.
Cosima von Borsody, die nebenbei private Schauspielstunden in Berlin nahm, begann ihre Fernsehkarriere Anfang der 1990er Jahre nach einer Schauspielausbildung in München in der Folge Jamaika der Serie Glückliche Reise (1993).
Fernsehrollen spielte sie in Ein Schloß am Wörthersee, Die Trotzkis, Der Mond scheint auch für Untermieter, Balko, Stadtindianer, Ein unvergessliches Wochenende auf Mallorca, Wie würden Sie entscheiden?, Drei Frauen und (k)ein Mann (1995), Wildbach (1996), Frauenarzt Dr. Markus Merthin (1997), Ein Mann für gewisse Sekunden (1999), Das Traumschiff (2001), Jenseits des Regenbogens (2002), Die Rosenheim-Cops (2003) und Utta Danella – Das Familiengeheimnis (2004).
2003 war sie Pate für Jugendkinotage – Die Brücke. 2005 war sie in der Rolle der Dr. Amelie Bentheim in der Soap Verbotene Liebe zu sehen. Den Film Und ich lieb dich doch! drehte sie 2006.
Von 1995 bis 2000 war sie mit dem Schauspieler Sky du Mont verheiratet. Mittlerweile tritt Cosima von Borsody auch als Malerin in Erscheinung.
Am 1. Oktober 2010 heiratete Cosima von Borsody den Geschäftsführer von Radio 7, Bernhard Hock.

## Filmografie (Auswahl)
- 1993: Glückliche Reise – Jamaica
- 1994: Glückliche Reise – Hongkong
- 1995: Glückliche Reise – Phuket
- 1995: Drei Frauen und (k)ein Mann
- 1996: Wildbach (Fernsehserie, Folge Gewitter mit Folgen)
- 1997: Frauenarzt Dr. Markus Merthin (Fernsehserie, 3 Folgen: Die Geburt, Was gestern war und Wollwurst)
- 1999: Ein Mann für gewisse Sekunden
- 2001: Jenseits des Regenbogens
- 2001: Das Traumschiff (Fernsehreihe, Folge Las Vegas)
- 2002: Jenseits des Regenbogens
- 2003: SOKO 5113 (Fernsehserie, Staffel 25, Folge 4 Um jeden Preis)
- 2003: Die Rosenheim-Cops (Fernsehserie, Folge Blattschuss)
- 2004: Utta Danella (Fernsehreihe, Folge Das Familiengeheimnis)
- 2006: Und ich lieb dich doch!
- 2008: Hilfe, meine Schwester kommt!